# Manufacture vosgienne de grandes orgues
La Manufacture vosgienne de grandes orgues, installée dans les bâtiments inscrits sur l'inventaire supplémentaire des monuments historiques au même titre que la voie ferrée par arrêté du 21 septembre 2012, à Rambervillers, commune française dans le département des Vosges et la région Lorraine qui a été – presque depuis le début – le berceau de cette dynastie particulièrement prestigieuse. 

## Historique de la manufacture
La maison Jaquot-Jeanpierre est connue pour avoir été la plus grande entreprise vosgienne de facture d’orgue au XIXe siècle. Aujourd’hui encore, la manufacture vosgienne de grandes-orgues perpétue cette tradition.
Si la tradition familiale de la maison fait remonter à 1750 le début de l’activité liée aux orgues, la date de  1853 est bien celle de l’installation de Jean Nicolas Jeanpierre à Rambervillers. Son père Jean Baptiste Jeanpierre fut le premier facteur d'orgues de la famille.
C’est au mois de mai 2013, dans la plus ancienne Manufacture d’Orgues au monde, à Rambervillers, qu’a débutée la nouvelle saison des Dîners Insolites du Patrimoine.

### Dynastie des facteurs d’orgues de Rambervillers
- Jaquot-Jeanpierre, à qui l’on attribue pas moins de vingt sept instruments durant la période 1829-1862 rien que dans les Hautes-Vosges[3].
- Jaquot-Jeanpierre et Cie[4],
- Jaquot-Jeanpierre et Fils[5],
- Théodore Jaquot fils, succ[6],
- Théodore Jacquot et Fils[7],
- Jacquot-Lavergne. Si celui-ci n'est pas intervenu en Moselle[8], il a par contre jalonné la France de ses réalisations[9],[10],[11],

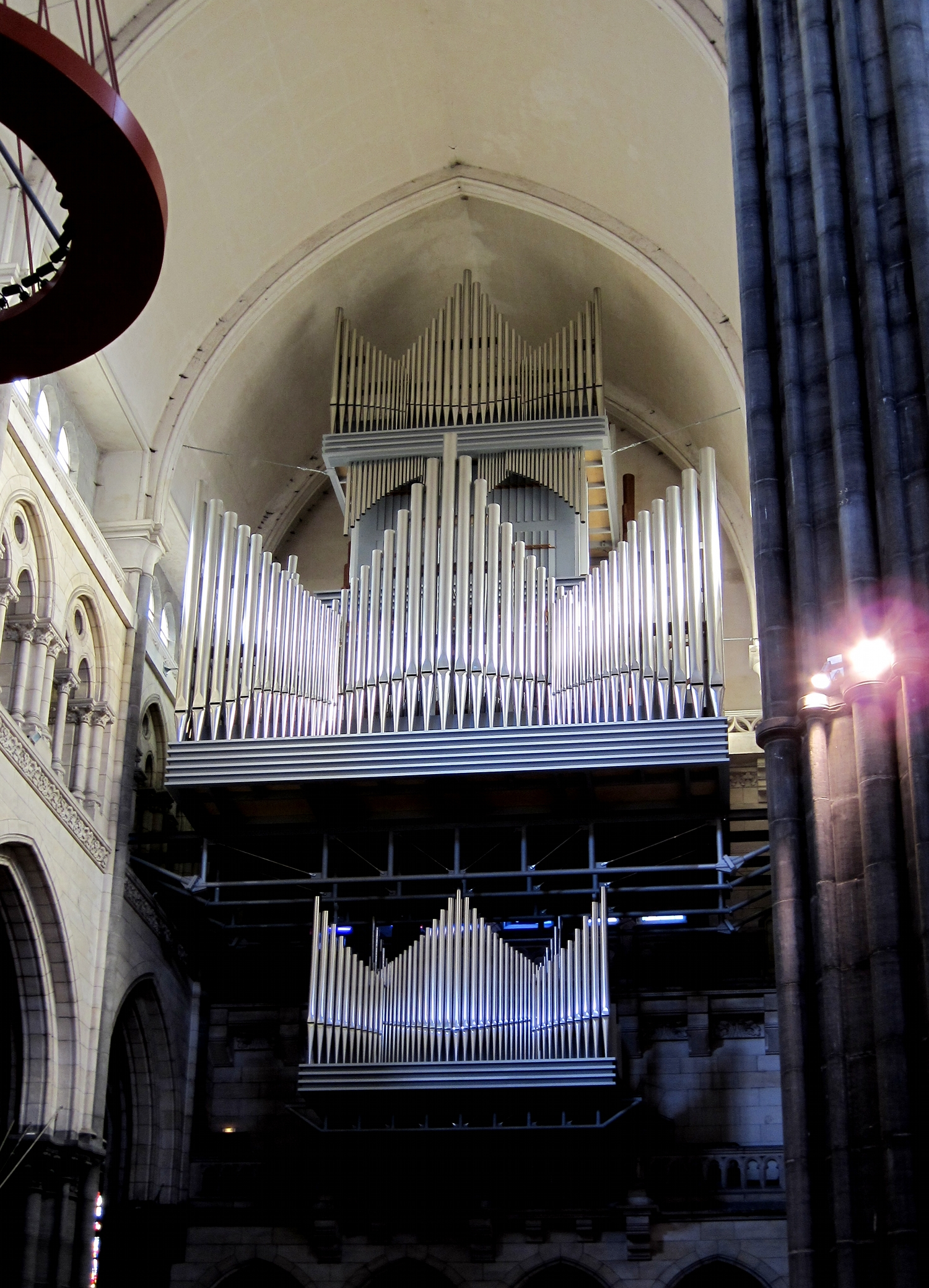
Grand orgue de la cathédrale Notre-Dame-de-la-Treille à Lille.

- Gonzalez S.A, appelés communément Danion-Gonzalez depuis[12],
- Dargassies-Gonzalez[13].

Depuis mars 2007, Yann Michel et Sylviane Rochotte assurent les fonctions de gestionnaire de la Manufacture Vosgienne de Grandes Orgues.